# Джей Кристоф
Джей Кристоф (на английски: Jay Kristoff) е австралийски писател, автор на бестселъри в жанровете фентъзи и научна фантастика.

## Биография и творчество
Джей Кристоф е роден на 11 ноември 1973 г. в Пърт, Австралия. Като тийнейджър се увлича по компютърните игри. Завършва колеж с бакалавърска степен по специалност „изкуство“. След дипломирането си работи единадесет години като специалист по творческа реклама в телевизията.
Първият му роман „Stormdancer“ от епичната стиймпънк поредица „Войната на лотоса“ е публикуван през 2012 г. Империята Шима, управлявана от Гилдията на Лотоса, е свръх индустриализирана и в екологичен колапс, а императорските ловци трябва да заловят легендарния гръмотевичен тигър. Младата Юкико придружава баща си в начинанието, но самата тя крие талант опасен за клана. Приятелството ѝ с тигъра ще ѝ даде възможност да оспори силата на империята. Романът е номиниран за редица престижни награди. Предисторията на поредицата „The Last Stormdancer“ е удостоена с наградата „Ауреалис“ за къс фентъзи разказ.
През 2015 г. е издаден първият му роман „Илумине: досието Illuminae_01“ от фантастичната поредица „Илумине“ написана в съавторство с австралийската писателка Ейми Кауфман. Годината е 2575, а Кейди и Езра са бивши приятели, когато две конкурентни мегакорпорации започват война за зелената им планета намираща се в края на Вселената, и те са принудени заедно да се промъкнат с бой към совалките за евакуация. Историята е представена под формата на имейли, схеми, военни досиета, медицински доклади, интервюта и разкази, и описва преобърнатите съдби, човешкия кураж и цената на истината в един далечен свят. Книгата става бестселър и печели наградата „Най-добра научна фантастика“ за 2015 г. и наградата „2016 Gold Ink“ за най-добра юношеска литература. Правата за екранизирането ѝ са закупени от компанията „Plan B Entertainment“. Поредицата е международен бестселър, а първата и втората част от трилогията печелят наградата „Ауреалис“ за най-добра научна фантастика" за 2015 и 2016 г.
През 2016 г. е издадена книгата му „Нивганощ“ от едноименната фентъзи поредица. Мия Корвере, от света на трите слънца, се включва в училище за убийци, за да отмъсти за смъртта на семейството си. Тя има дарбата да говори със сенки и се свързва с отдавна оттеглил се асасин. Шестнадесетгодишна става чирак в най-голямата и смъртоносна група убийци в Червената църква, където трябва да устои на предателството и да се бори за живота си. Първата и втората част от трилогията, „Божигроб“, също печелят наградата „Ауреалис“ за най-добър фентъзи роман.
Джей Кристоф живее със семейството си в Мелбърн.

## Произведения

### Серия „Войната на Лотоса“ (Lotus War)
1. Stormdancer (2012)
2. Kinslayer (2013)
3. Endsinger (2014)

- The Last Stormdancer (2013) – предистория, награда „Ауреалис“ за най-добро кратко фентъзи

### Серия „Илумине“ (Illuminae Files) – сЕйми Кауфман
1. Illuminae (2015)
Илумине: Досието Illuminae_01, изд.: „Егмонт България“, София (2016), прев. Александър Маринов
2. Gemina (2016)
Гемина: Досието Illuminae_02, изд.: „Егмонт България“, София (2018), прев. Александър Маринов
3. Obsidio (2018)
Обсидио: Досието Illuminae_03, изд.: „Егмонт България“, София (2018), прев. Александър Маринов

### Серия „Нивганощ“ (Nevernight)
1. Nevernight (2016)
Нивганощ, изд.: „Егмонт България“, София (2017), прев. Кристина Георгиева
2. Godsgrave (2017)
Божигроб, изд.: „Егмонт България“, София (2017), прев. Кристина Георгиева
3. Darkdawn (2019)
Мраколуние, изд.: „Егмонт България“, София (2019), прев. Милена Илиева

### Серия „Като жив“ (Lifelike)
1. Life L1K3 (2018)

### Серия „Аврора“ (Aurora) – с Ейми Кауфман
1. Aurora Rising (2019)

### Разкази
- Sleepless (2015)